# Habib Bouguelmouna
Habib Bouguelmouna (sinh ngày 12 tháng 12 năm 1988 ở Relizane) là một cầu thủ bóng đá người Algérie thi đấu cho USM Bel-Abbès ở vị trí tiền đạo.

## Danh hiệu

### Câu lạc bộ
USM Bel Abbès
- Cúp bóng đá Algérie: 2018